# René le Blanc
René le Blanc, artiestennaam van René de Wit (Arnhem, 7 januari 1969), is een Nederlandse zanger, bekend van zijn deelname aan het programma Ik geloof in mij, van januari 2013 tot 7 mei 2014 op Omroep Gelderland en vanaf oktober 2020 op SBS6. Ook is hij bekend van zijn nummer 'If I Tell You'. Hij wordt soms de Nederlandse Engelbert Humperdinck genoemd, vanwege zijn uiterlijk en de muziekstijl.

## Discografie

### Singles
| Single met eventuele hitnotering(en) in de Nederlandse Top 40 | Datum van verschijnen | Datum van binnenkomst | Hoogste positie | Aantal weken | Opmerkingen                 |
| ------------------------------------------------------------- | --------------------- | --------------------- | --------------- | ------------ | --------------------------- |
| Alle sterren keken toe                                        | 10-05-2011            | -                     |                 |              | Nr. 72 in de Single Top 100 |
| Ik laat je nooit meer gaan                                    | 02-09-2011            | -                     |                 |              | Nr. 26 in de Single Top 100 |
| Ware liefde                                                   | 09-11-2011            | -                     |                 |              | Nr. 25 in de Single Top 100 |
| If I Tell You                                                 | 23-10-2020            | 05-12-2020            | tip25           | -            |                             |